# El Salado, San Luis Potosí
El Salado är en ort i Mexiko.   Den ligger i kommunen Vanegas och delstaten San Luis Potosí, i den centrala delen av landet, 600 km norr om huvudstaden Mexico City. El Salado ligger 1 735 meter över havet och antalet invånare är 235.
Terrängen runt El Salado är platt åt sydost, men åt nordväst är den kuperad. Runt El Salado är det mycket glesbefolkat, med 2 invånare per kvadratkilometer. Närmaste större samhälle är Clavellinas, 8,3 km nordväst om El Salado. Omgivningarna runt El Salado är i huvudsak ett öppet busklandskap.